# Jazzówki
 Jazzówki – obuwie o charakterystycznym wyglądzie używane przez tancerzy jazzowych. Podeszwa obuwia jest miękka i umożliwia swobodne pointy, tylna część podeszwy jest na płaskim obcasie. Są spotykane także wysokie obcasy, jednakże takie jazzówki noszone są wyłącznie przez tancerzy broadway jazzu. Zdecydowanie większą popularnością cieszą się te na płaskim obcasie. Część górna obuwia tzw. podbicie zrobione jest z miękkiego i elastycznego materiału, ale często jest to także skóra. Buty wiązane są na sznurówki, co gwarantuje idealne dopasowanie do stopy i uniemożliwia obsunięcie obuwia podczas tańca. Obecnie kształt i wygląd niektórych jazzówek odbiega od kształtu i wyglądu klasycznych.